# معركة سومنات
معركة سُمنات أو سومنات وقعت في يوم الجمعة 16 ذي القعدة سنة 416هـ الموافق 8 يناير 1026 م، عندما زحف السلطان محمود بن سُبُكْتِكِيْن الغزنوي بقواته إلي مدينة سومنات التي بها معبد شهير للورد شيفا ويقع في الساحل الغربي لغوجارات بالهند وانتهت المعركة بانتصار المسلمين انتصارا ساحقا، وأمر السلطان محمود بهدم الصنم سومنات.

## خلفية
في سنة 408هـ/1018 م فتح السلطان «محمود» إقليم «كشمير»، وحوله لبلد مسلم، وكان لهذا الفتح صدى بعيد نتج عنه دخول العديد من أمراء «الهند» في الإسلام، وعبر السلطان «محمود» بجيوشه نهر «الكنج» أو «الجانح» وهدم نحو عشرة آلاف معبد هندوسى، ثم هاجم أكبر مراكز «البراهمة» في «موجهاوان» وواصل تقدمه وهو يحطم أية قوة هندية تبرز له، ويحول المعابد الهندوسية إلى مساجد يعبد الله فيها وحده، وقد أخذ السلطان «محمود» على عاتقه نشر الإسلام في بلاد الهند والقضاء على الوثنية فيها

## سبب المعركة

السلطان محمود الغزنوي

استمر السلطان «محمود بن سُبُكْتِكِيْن» في حملاته وفتوحاته لبلاد «الهند» وكان كلما فتح بلدًا أو هدم صنمًا أو حطم معبدًا قال الهنود: إن هذه الأصنام والبلاد قد سخط عليها الإله «سومنات» ولو أنه راضٍ عنها لأهلك من قصدها بسوء، ولم يهتم السلطان «محمود» بالأمر حتى زاد الحديث أكثر وأكثر، وأصبح يقينًا عند الهنود، فسأل عن «سومنات» هذا، فقيل له: إنه أعظم أصنام وآلهة الهنود، ويعتقد الهنود فيه أن الأرواح إذا فارقت الأجساد اجتمعت إليه على عقيدة التناسخ فيعيدها فيمن شاء، وأن المد والجزر الذي عنده إنما هو عبادة البحر له.

## المعركة

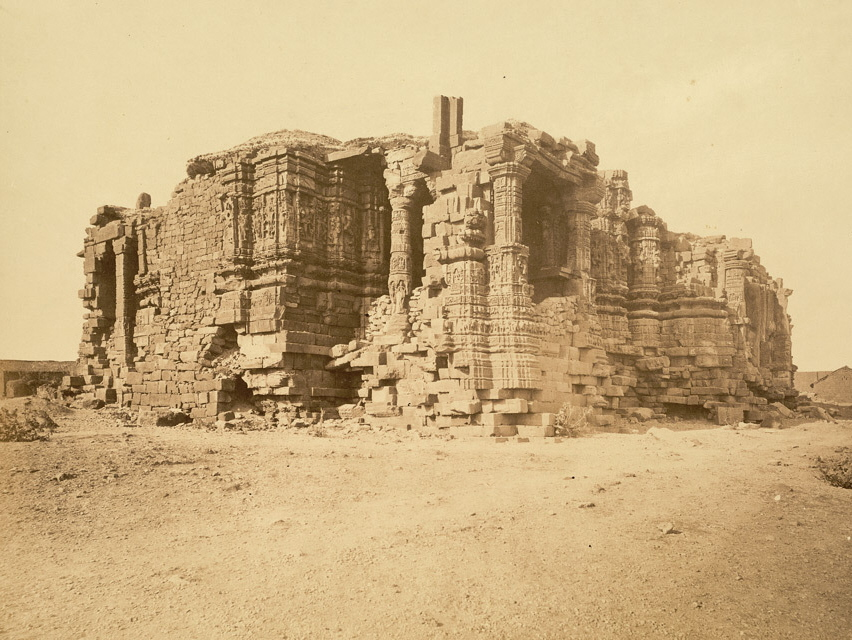
معبد سومنات 1869م

يقع «سومنات» على بعد مائتي فرسخ من مصب نهر «الجانح» بإقليم «الكوجرات» في غرب الهند، ولهذا الصنم وقف عشرة آلاف قرية، وعنده ألف كاهن لطقوس العبادة، وثلاثمائة رجل يحلقون رءوس ولحى زواره، وثلاثمائة رجل وخمسمائة امرأة يغنون ويرقصون على باب الصنم، وأما الصنم «سومنات» نفسه فهو مبني على ست وخمسين سارية من الصاج المصفح بالرصاص، و«سومنات» من حجر طوله خمسة أذرع، وليس له هيئة أو شكل بل هو ثلاث دوائر وذراعان.
عندما اطلع سلطان الإسلام السلطان «محمود» على حقيقة الأمر عزم على غزوه وتحطيمه وفتح معبده؛ ظنًّا منه أن «الهند» إذا فقدوه ورأوا كذب ادعائهم الباطل دخلوا في الإسلام، فالسلطان «محمود» لا يبغي من جهاده سوى خدمة ونشر الإسلام، فاستخار الله وخرج بجيوشه ومن انضم إليه من المتطوعين والمجاهدين وذلك في 10 شعبان سنة 416هـ، واخترق صحاري وقفار مهلكة، واصطدم بالعديد من الجيوش الهندية وهو في طريقه إلى «سومنات»، مع العلم أنه أعلم الجميع بوجهته وهدفه، ليرى الهنود إن كان «سومنات» سيدفع عن نفسه أو غيره شيئًا.
بلغ السلطان «محمود» بجيوشه مدينة «دبولواره» على بعد مرحلتين من «سومنات»، وقد ثبت أهلها لقتال المسلمين ظنًّا منهم أن إلههم «سومنات» يمنعهم ويدفع عنهم، فاستولى عليها المسلمون، وحطموها تمامًا، وقتلوا جيشها بأكمله، وساروا حتى وصلوا إلى «سومنات» يوم الخميس 15 ذي القعدة سنة 416هـ، فرأوا حصنًا حصينًا على ساحل النهر، وأهله على الأسوار يتفرجون على المسلمين واثقين أن معبودهم سيقطع دابرهم ويهلكهم.
وفي يوم الجمعة 16 ذي القعدة وعند وقت الزوال كما هي عادة المسلمين الفاتحين زحف السلطان «محمود» ومن معهم، وقاتلوا الهنود بمنتهى الضراوة، بحيث إن الهنود صعقوا من هول الصدمة القتالية بعدما ظنوا أن إلههم الباطل سيمنعهم ويهلك عدوهم، ونصب المسلمون السلالم على أسوار المدينة وصعدوا عليها وأعلنوا كلمة التوحيد والتكبير وانحدروا كالسيل الجارف داخل المدينة، وحينئذ اشتدالقتال وتقدم جماعة من الهنود إلى معبودهم «سومنات» وعفروا وجوههم وسألوه النصر، واعتنقوه وبكوا، ثم خرجوا للقتال فقتلوا جميعًا، وهكذا فريق تلوالآخر يدخل ثم يقتل، قاتل الهنود على باب معبد الصنم «سومنات» أشد ما يكون القتال، حتى راح منهم خمسون ألف قتيل، ولما شعروا أنهم سيفنون بالكلية ركبت البقية منهم مراكب في النهر وحاولوا الهرب، فأدركهم المسلمون فما نجا منهم أحد وأمر السلطان «محمود» بهدم الصنم «سومنات» وأخذ أحجاره وجعلها عتبة لجامع غزنة الكبير

## أعظم مشاهد المعركة
أثناء القتال الشرس حول صنم 'سومنات' رأى بعض عقلاء الهنود مدى إصرار المسلمين على هدم 'سومنات' وشراستهم في القتال حتى ولو قتلوا جميعاً عن بكرة أبيهم، فطلبوا الاجتماع مع السلطان 'محمود' ، وعرضوا عليهم أموالاً هائلة، وكنوزاً عظيمة في سبيل ترك 'سومنات' والرحيل عنه، ظناً منهم أن المسلمين ما جاءوا إلا لأجل الأموال والكنوز فجمع السلطان 'محمود' قادته، واستشارهم في ذلك، فأشاروا عليه بقبول الأموال للمجهود الضخم والأموال الطائلة التي أنفقت على تلك الحملة الجهادية، فبات السلطان 'محمود' طول ليلته يفكر ويستخير الله عز وجل، ولما أصبح قرر هدم الصنم 'سونمات'، وعدم قبول الأموال وقال كلمته الشهيرة: 
وهكذا نرى هذا الطراز العظيم من القادة الربانيين الذين لم تشغلهم الدنيا عن الآخرة، ولا أموال الدنيا وكنوزها عن نشر رسالة الإسلام وخدمة الدعوة إليه، والذين ضربوا لنا أروع الأمثلة في بيان نصاعة وصفاء العقيدة الإسلامية، وأظهروا حقيقة الجهاد في سبيل الله وغاياته النبيلة.
ولكن، كما هو معروف، فمصادر الهندوسية لا تعطي أي معلومات بشأن غارات السلطان محمود، بحيث ما يلي يستند فقط على شهادة المؤرخين المسلمين